# Onsala
Onsala – miejscowość (tätort) w południowo–zachodniej Szwecji, w regionie administracyjnym (län) Halland, w gminie Kungsbacka. Położone 40 km na południe od Göteborga.
Znajduje się tu Obserwatorium Kosmiczne Onsala.

## Demografia
Według danych Szwedzkiego Urzędu Statystycznego liczba ludności wyniosła: 12 275 (31 grudnia 2015), 12 460 (31 grudnia 2018) i 12 446 (31 grudnia 2019).

## Sport
W miejscowości znajduje się klub sportowy Onsala BK.